# غريغ غراهام
غريغ غراهام (بالإنجليزية: Greg Graham)‏ مواليد 26 نوفمبر 1970 في إنديانابوليس، هو لاعب كرة سلة أمريكي سابق. بدأ مسيرته الاحترافية في سنة 1993. تم اختياره من قبل فريق شارلوت هورنتس خلال الدرافت. يبلغ طوله 6 قدم 4 بوصة (1.9 م). اعتزل اللعب في 2000. أحرز خلال مسيرته في الإن بي إيه 938 نقطة بمعدل 4.5 نقاط في المباراة الواحدة.

## المسيرة الاحترافية
لعب مع فيلادلفيا سفنتي سيكسرز من سنة 1993 إلى 1996، ثم لعب مع بروكلين نتس من سنة 1995 إلى 1997، ثم لعب مع سياتل سوبرسونيكس في سنة 1997، ثم لعب مع كليفلاند كافالييرز في سنة 1998.

## روابط خارجية
- غريغ غراهام على موقع إن بي أي (الإنجليزية)
- غريغ غراهام على موقع سبورتس رفرنس (الإنجليزية)
- غريغ غراهام على موقع كرة السلة الأوروبية.كوم (الإنجليزية)
- غريغ غراهام على موقع كلية كرة السلة في سبورتس رفرنس.كوم (الإنجليزية)
- غريغ غراهام على موقع ريلجم (الإنجليزية)
- غريغ غراهام على موقع بروبوليرز (الإنجليزية)